# Гордеев, Пётр Андреевич
Пётр Андре́евич Горде́ев (1849—1914) — магистр ветеринарных наук, профессор Харьковского ветеринарного института.

## Биография
Пётр Гордеев родился в 1849 году в городе Умани; происходил из дворян Киевской губернии. По окончании курса в ветеринарном отделении Санкт-Петербургской медико-хирургической академии (ныне Военно-медицинская академия имени С. М. Кирова) в 1871 году (куда поступил сразу на третий курс после учёбы в Златопольском дворянском училище и Харьковском ветеринарном институте) остался там же лаборантом при кафедре фармакологии, а впоследствии профессором этого предмета.
31 мая 1875 года защитил диссертацию по теме «К вопросу о фармакологическом действии карболовой кислоты» и получил степень магистра ветеринарных наук.
В 1880 году перешёл в Харьковский ветеринарный институт (ныне Харьковская государственная зооветеринарная академия), где занял кафедру частной патологии и терапии, а некоторое время спустя также стал заведовать клиникой внутренних болезней. 30 мая 1881 года был командирован с целью совершенствования знаний.
С 1882 года он редактировал «Ветеринарный вестник» и «Журнал научной и практической зооятрии», назначением которого было служить развитию сравнительной патологии, как науки.
30 декабря 1885 года П. А. Гордеев был официально утверждён в звании ординарного профессора Харьковского ветеринарного института.
Кроме многочисленных переводов, сделанных под его редакцией, и журнальных статей, Гордеев составил «Руководство к внутренней патологии и терапии домашних животных» (болезни носа и придаточных полостей, т. I, вып. I, 1885).
Вышел в отставку осенью 1909 года.
Пётр Андреевич Гордеев умер 18 мая 1914 года в городе Харькове.